# 坡底村站
坡底村站是位于陕西省蒲城县坡底村的一个铁路车站，邮政编码715504。车站建于1974年，有西延铁路经过该站，现办理客货运业务，车站及其上下行区间均没有电气化。车站距离新丰镇站106公里，隶属西安铁路局，是四等站。
1. ↑  GB/T 10302-2010：中华人民共和国铁路车站代码（代替GB/T 10302-1988）．2010年9月2日公布，2010年12月1日实施．中华人民共和国国家质量监督检验检疫总局、中国国家标准化管理委员会: 27．